# باشگاه فوتبال فوکوشیما یونایتد
باشگاه فوتبال فوکوشیما یونایتد ژاپنی: 福島ユナイテッドFC باشگاه فوتبالی در شهر استان فوکوشیما، ژاپن است که در جی‌لیگ ۳ بازی می‌کند. این باشگاه در سال ۲۰۰۲ میلادی پایه‌گذاری شده است.